# St. Willibrord Ziekenhuis
Het St. Willibrord Ziekenhuis is een voormalig ziekenhuis in Tegelen.
Het ziekenhuis werd in 1927 geopend als het R.K. Ziekenhuis De Goddelijke Voorzienigheid, naar de congregatie van de Zusters van de Goddelijke Voorzienigheid, de oorspronkelijk Duitse kloosterorde die het ziekenhuis gebouwd heeft.
In 1964 werd ten zuiden van het oude ziekenhuis een nieuw ziekenhuis gebouwd, het St. Willibrord Ziekenhuis. Boven de ingang werd een 140 m² groot mozaïek van Daan Wildschut met een voorstelling van de heilige Willibrord geplaatst. Het oude gebouw werd in 1967 als personeelsgebouw in gebruik genomen en kreeg de nieuwe naam  't Peske, naar de oversteekplaats over de beek die hier vroeger liep.
In 1970 kwam de fusie tot stand met het St. Josephziekenhuis in Venlo en in 1984 werd aan de Maas het nieuwe St. Maartensgasthuis geopend, dat na een fusie met het St. Elisabeth Ziekenhuis in Venray heden VieCuri heet. Het oude ziekenhuisgebouw was nog lange tijd in gebruik als verzorgings- annex verpleeghuis Martinushof. Sinds 2014 staat het gebouw leeg. Elders in Tegelen is een nieuw onderkomen gebouwd voor de zorgafhankelijke ouderen, "De Nieuwe Munt". Een lokale supermarkt heeft de Martinushof gekocht. In 2017 is men begonnen aan de sloop van dit pand. Het moet ruimte maken voor twee nieuwe supermarkten en een parkeerplaats.

## Fotoreeks sloop

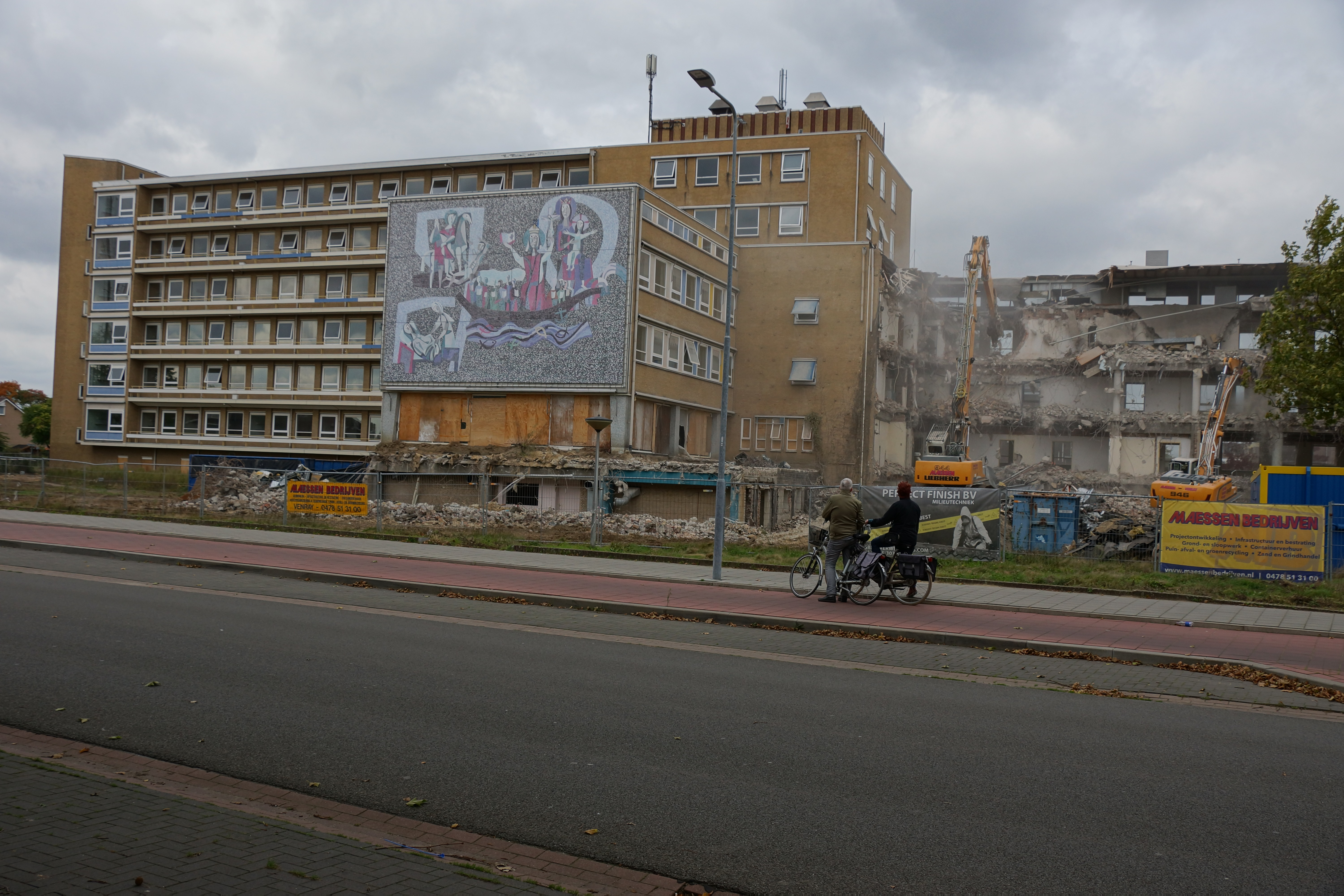
Oostvleugel
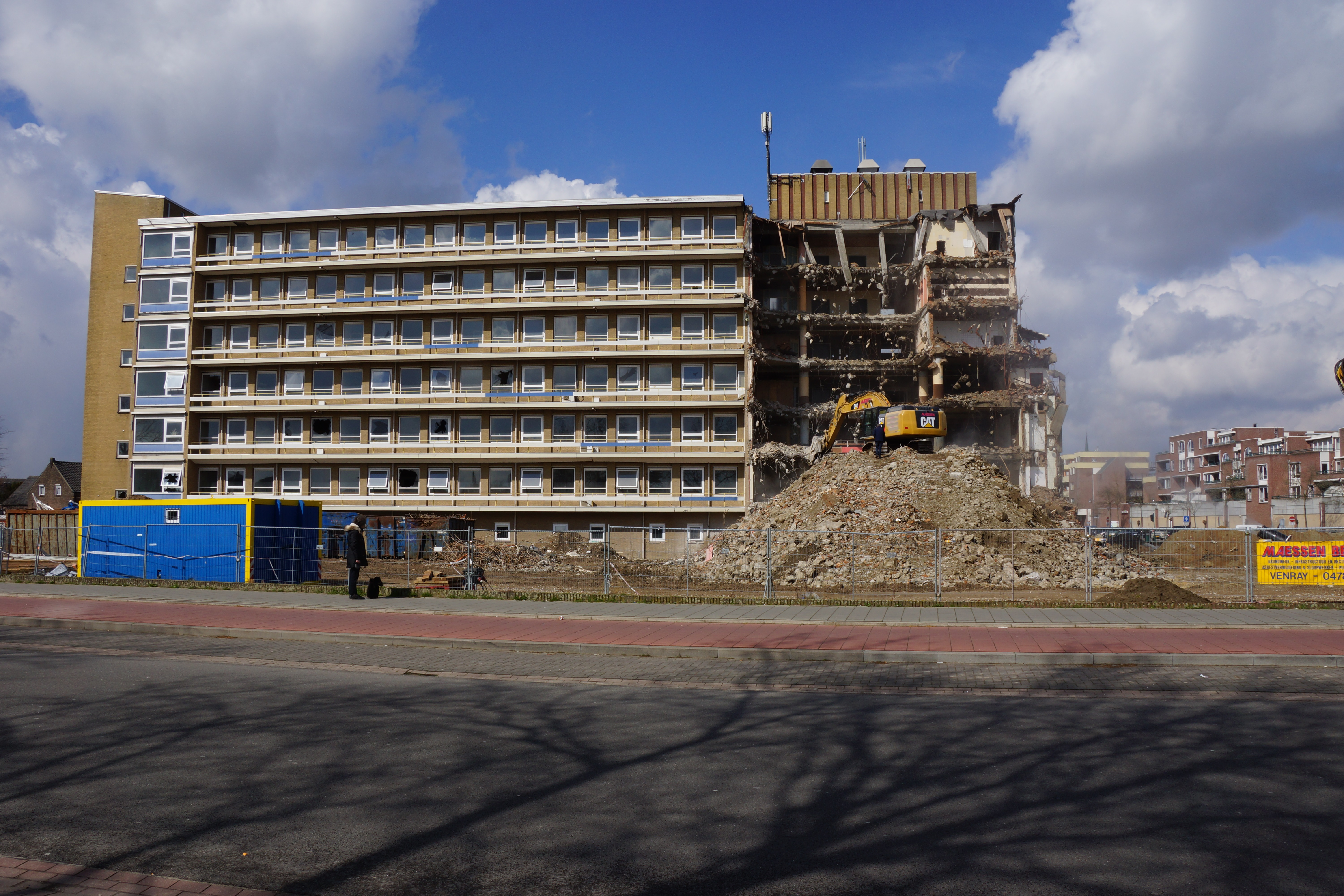
Entree
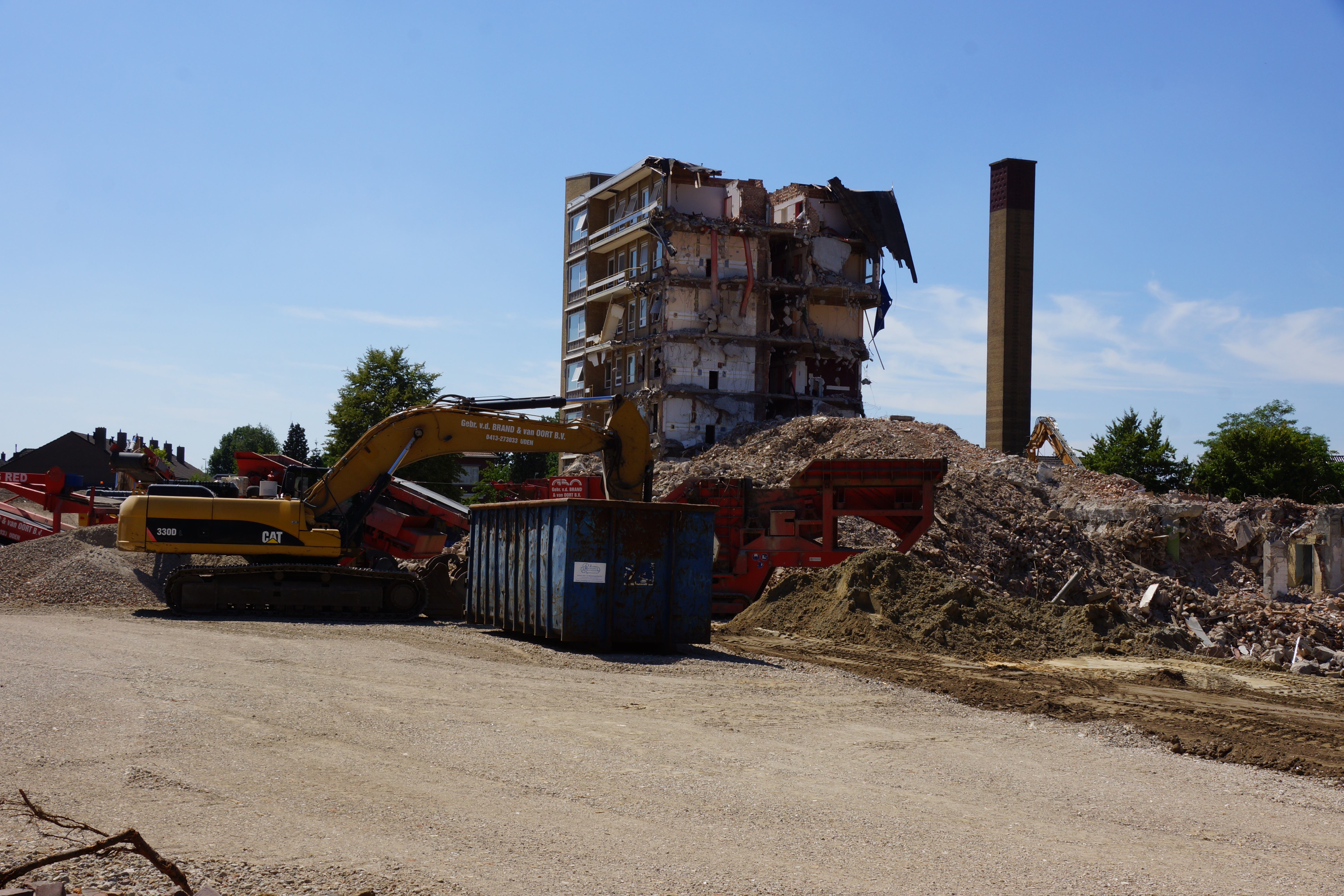
Westvleugel